# Лань Шаоминь
Лань Шаоми́нь (1964; кит. упр. 蓝绍敏, пиньинь Lán Shàomǐn) — политический деятель Китая, секретарь горкома КПК Сучжоу и вице-губернатор провинции Цзянсу с сентября 2019 по сентябрь 2020 гг.

## Биография
В 1984 году вступил в Коммунистическую партию Китая (КПК) в 1984 году и занялся политической деятельностью. С 2003 по 2006 год исполнял обязанности вице-мэра города Наньтун, а затем был исполнительным вице-мэром с 2006 по 2011 год. С 2011 по 2012 год работал исполняющим обязанности мэра города Суцянь. С 2012 по 2014 год занимал должность секретаря городского комитета Суцянь. С 2012 по 2013 год он также был мэром Суцяня. С 2014 по 2017 год работал секретарём городского комитета КПК Тайчжоу. В 2018 году стал исполнять обязанности мэра Нанкина после отставки Мяо Жуйлинь. В сентябре 2019 года был назначен секретарём горкома КПК Сучжоу.